# 小松島南インターチェンジ
小松島南インターチェンジ（こまつしまみなみインターチェンジ）は、徳島県小松島市立江町に建設中の徳島南部自動車道のインターチェンジ（地域活性化インターチェンジ）である。
2019年9月27日に当IC設置の連結許可が下りた。
当ICに道の駅を造る計画がある。

## 歴史
- 2019年（令和元年）9月27日：当IC設置の連結許可が下りる[1]。
- 2024年（令和6年）9月27日：IC名称が「立江櫛渕IC（仮称）」から「小松島南IC」に正式決定[3]。
- 2025年（令和7年）度：小松島南IC - 阿南IC間開通に伴い、供用開始予定[4]。

## 周辺
- 立江川
- 日本郵便立江郵便局
- 小松島警察署立江町駐在所
- 東とくしま農業協同組合立江支所
- 小松島市立立江保育所
- 小松島市立立江小学校
- 小松島市立立江幼稚園
- 小松島市立立江公民館
- 小松島市立立江体育館
- 小松島市立立江運動場
- 小松島市立櫛渕小学校
- 小松島市立櫛渕幼稚園 - 平成20年度より休園中。
- 小松島市立櫛渕公民館

## 接続する道路
- 徳島県道28号阿南小松島線櫛渕バイパス

## 料金所
無料道路として整備される為、料金所は設置されない予定。

## 隣
E55 徳島南部自動車道
阿南IC（事業中） - 小松島南IC（事業中） - 小松島IC（事業中）